# Casa del carrer de la Resclosa, 14
La casa del carrer de la Resclosa, 14 és una obra del municipi de Cervelló (Baix Llobregat) inclosa en l'Inventari del Patrimoni Arquitectònic de Catalunya.

## Descripció
La casa de planta rectangular amb planta baixa, pis i golfes, a més té una torre i un terrat a la part superior, amb balustres a la part posterior. La torre, coberta a quatre vessants i coronada per una bola, presenta a la part superior una petita galeria. A la casa s'hi accedeix per una entrada amb porxo que sosté el balcó del primer pis. De la façana principal (única part que és BCIL) destaca la part central que s'allarga, sobresortint per sobre la coberta de la casa, presentant una coberta diferenciada a dues vessants. Aquesta part de la façana està coronada, a cada banda, per una bola. La coberta de la resta de la façana és a una vessant.